# Goldhammer Bach
Der Goldhammer Bach ist ein Fließgewässer in Bochum-Hamme. Er ist ein knapp fünfeinhalb Kilometer langer, südlicher und linker Zufluss des  Hüller Bachs. 

## Geographie

### Verlauf
Der Goldhammer Bach entspringt am östlichen Fuße des Ackerbergs. Er fließt zunächst durch Felder und Wiesen nach Norden, unterquert dann die Gleisanlagen und läuft danach durch Kleingärten. Er kreuzt nun die L 654, zieht dann östlich an einen Sportgelände vorbei und quert dann zunächst die B 448 und gleich danach die B 40. 
Er wird  nun auf seiner linken Seite vom Kabeisemanns Bach verstärkt, fließt dann nord-nordwestwärts durch eine Grünzone zwischen Günnigfeld und Hordel und mündet schließlich auf einer Höhe von etwa 47 m von links in den Hüller Bach.

### Zuflüsse
- Kabeisemanns Bach (links), 1,2 km
  - Ahbach (rechts), 2,8 km
    - Grenzgraben (rechts)
    - Erlenbach (rechts)
- Derflinger Graben (links)

## Hochwasserschutz
Im April 2014 begann die Emschergenossenschaft am Goldhammer Bach den Bau eines neuen Hochwasserrückhaltebeckens. Der Bau kostete 3 Millionen Euro.